# 鲍里索格列布斯基 (雅罗斯拉夫尔州)
鲍里索格列布斯基（羅馬化：Borisoglebskiy）是俄罗斯雅罗斯拉夫尔州的市级镇，为该州鲍里索格列布斯基区行政中心及规模最大聚居地，也是该区唯一的一座市级镇。地处雅罗斯拉夫尔州南部，位于伏尔加河流域乌斯季耶河畔，在州府雅罗斯拉夫尔西南方。附近城市有罗斯托夫。
连接首都莫斯科与北部港市阿尔汉格尔斯克的M8公路（霍尔莫戈雷公路）从该镇东南约16公里处经过。
该地2022年人口有5,316人；2010年人口5,646；2002年人口5,957；1989年人口6,327。